# كأس إفريقيا للأندية البطلة 1988
كأس أفريقيا للأندية البطلة 1988 هي النسخة 24 من دوري أبطال أفريقيا .
توج وفاق سطيف الجزائري بالكأس على حساب نادي هارتلاند النيجري .